# بواق
البَوّاقات (الاسم العلمي: Psophiidae)، فصيلة طيور من رتبة الكركيات، مُقيدة بالغابات الرطبة لالأمازون ومرتفعات غويانا في أمريكا الجنوبية. أنواعه ثلاثة.